# Spånadsväxt

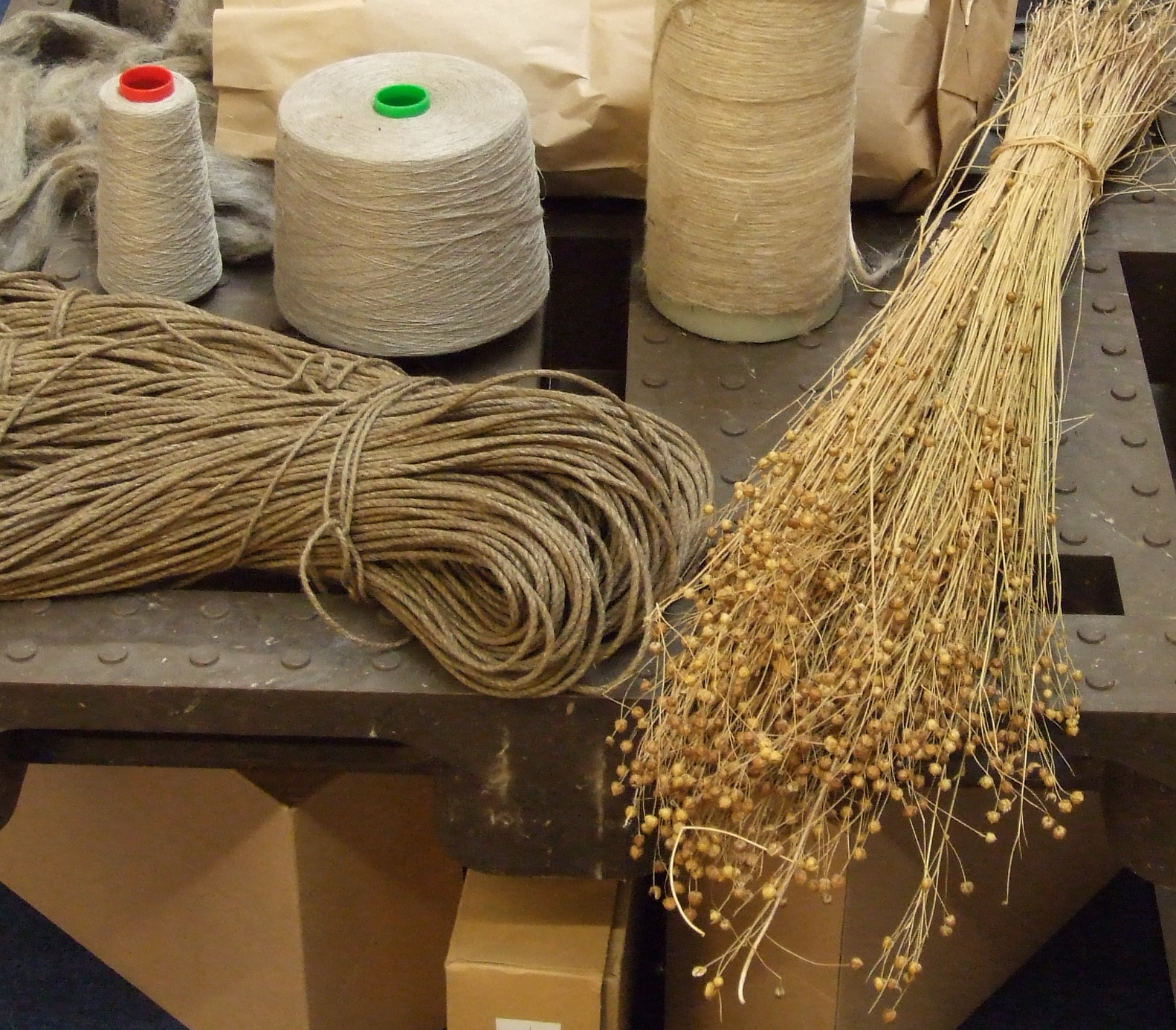
Tråd och rep av lin, samt obearbetat lin till höger.

Spånadsväxter är en beteckning för (nytto)växter som används för produktion av garn, tråd, vävnader eller rep. Spånadsmaterialet kan vara fibrer men behöver inte vara det: det kan även vara kärlknippen eller hårbildningar. Vissa spånadsväxter är även kulturväxter.
Spånadsväxter har använts i Sverige under lång tid. Två spånadsväxter, lin och hampa, har historiskt haft större ekonomisk betydelse. Andra spånadsväxter, såsom brännässla, en, harris, humle, jolster, lind, lindmalva,  mjölke, malvor, tulkört, tuvull, vit sötväppling eller ängsull har haft marginell betydelse.
Hos de flesta svenska spånadsväxter utvinns stjälkfibrerna. Hos några används långa hår på frön och frukter till fattigmansull. Ett exempel på användande av sådana långa hår till fattigmansull ser vi i Elsa Beskows sagobok Hattstugan. Hos åter andra, framför allt lind och en, används mellanbarken, basten, till snören och rep. Observera likheterna med de olika växtfibers beteckningar: stjälkfiber, fröfiber och bastfiber.
I modern tid har betydelsen av de inhemska spånadsväxterna minskat till förmån för importerade fiber. Här kan främst nämnas bomull, kapok, jute, rami, sisal, abaca och kokos 
Spånadsväxternas betydelse har också minskat till förmån för användningen av konstfiber för textilproduktion.